# Vitrina (programa de televisión)
Vitrina es un programa de televisión venezolano en formato magazine matutino, producido y transmitido por la cadena Televen desde el 30 de junio de 2011, a las 10:00hs por el canal de televisión, Televen.
Al finalizar se empieza a emitir La Bomba. Su competencia en parte de este horario es Portada's de Venevisión, que siempre compiten por la Audiencia. Aunque la mayoría de las veces se quedan con 50% de cuota ambas.

## Formato
El programa expone de forma amena y dinámica variadas tendencias de belleza, salud, moda, gastronomía, tips para el hogar, estilo de vida, concursos y muchos otros contenidos que facilitarán su día a día.
Teniendo un amplio abanico de secciones que amenizan durante una hora y media repleta de mucha información y entretenimiento, junto a un grupo de talentosos animadores. En 2015, contó con un "reality" para buscar el nuevo presentador "Vitrina".

## Presentadores y periodistas
| Actuales       | Actuales           | Actuales                 | Actuales                                                |
| País de origen | Nombre             | Período                  | Papel actual                                            |
| -------------- | ------------------ | ------------------------ | ------------------------------------------------------- |
| Venezuela      | Anmarie Camacho    | 2012 — presente          | Presentadora principal                                  |
| Venezuela      | Adriana Marval     | 2018 — presente          | Presentadora principal                                  |
| Venezuela      | Katherine Martinez | 2022 — presente          | Reportera, Presentadora principal                       |
| Venezuela      | Jesus De Alva      | 2023 — presente          | Presentador principal                                   |
| Venezuela      | Alan Suarez        | 2024 — presente          | Reportero, Presentador principal                        |
| Pasados        |                    |                          |                                                         |
| País           | Nombre             | Período                  | Papel que realizó                                       |
| Venezuela      | Leo Aldana         | 2011 — 2016              | Reportero, Presentador principal                        |
| Venezuela      | Joseline Rodríguez | 2011 — 2012              | Presentadora principal                                  |
| Venezuela      | Luis Olavarrieta   | 2011 — 2013              | Comentarista principal                                  |
| Venezuela      | Andrea Matthies    | 2012 — 2014              | Presentadora principal                                  |
| Venezuela      | Ly Jonaitys        | 2013                     | Presentadora principal                                  |
| Venezuela      | Hannelly Quintero  | 2013 — 2015              | Comentarista principal                                  |
| Venezuela      | Rosamaría Matteo   | 2013 — 2015              | Reportera                                               |
| Venezuela      | Lusmairyn Figuera  | 2015 — 2017              | Reportera - 1ª Finalista del concurso "Talento Vitrina" |
| Venezuela      | José Andrés Vivas  | 2017, 2019               | Presentador principal                                   |
| Venezuela      | Andreína Nedjme    | 2017                     | Reportera                                               |
| Venezuela      | Anthony Texeira    | 2018                     | Presentador principal                                   |
| Venezuela      | Bárbara Sánchez    | 2018                     | Presentadora principal                                  |
| Venezuela      | Rafael Oropeza     | 2019 — 2022              | Presentador principal                                   |
| Venezuela      | Andres Field       | 2018 — 2019, 2020 — 2023 | Comentarista, Presentador principal                     |

## Elenco
| Conductores          | Duración | Duración | Duración | Duración | Duración | Duración | Duración | Duración | Duración | Duración | Duración | Duración | Duración | Duración | Duración |
| Conductores          | 2011     | 2012     | 2013     | 2014     | 2015     | 2016     | 2017     | 2018     | 2019     | 2020     | 2021     | 2022     | 2023     | 2024     | 2025     |
| -------------------- | -------- | -------- | -------- | -------- | -------- | -------- | -------- | -------- | -------- | -------- | -------- | -------- | -------- | -------- | -------- |
| Anmarie Camacho      |          |          |          |          |          |          |          |          |          |          |          |          |          |          |          |
| Adriana Marval       |          |          |          |          |          |          |          |          |          |          |          |          |          |          |          |
| Katherine Martinez   |          |          |          |          |          |          |          |          |          |          |          |          |          |          |          |
| Jesus De Alva        |          |          |          |          |          |          |          |          |          |          |          |          |          |          |          |
| Alan Suarez          |          |          |          |          |          |          |          |          |          |          |          |          |          |          |          |
| Antiguos Conductores | Duración | Duración | Duración | Duración | Duración | Duración | Duración | Duración | Duración | Duración | Duración | Duración | Duración | Duración | Duración |
| Antiguos Conductores | 2011     | 2012     | 2013     | 2014     | 2015     | 2016     | 2017     | 2018     | 2019     | 2020     | 2021     | 2022     | 2023     | 2024     | 2025     |
| Leonardo Aldana      |          |          |          |          |          |          |          |          |          |          |          |          |          |          |          |
| Luis Olavarrieta     |          |          |          |          |          |          |          |          |          |          |          |          |          |          |          |
| Joseline Rodríguez   |          |          |          |          |          |          |          |          |          |          |          |          |          |          |          |
| Andrea Matthies      |          |          |          |          |          |          |          |          |          |          |          |          |          |          |          |
| Hannelly Quintero    |          |          |          |          |          |          |          |          |          |          |          |          |          |          |          |
| Rosamaría Matteo     |          |          |          |          |          |          |          |          |          |          |          |          |          |          |          |
| Ly Jonaitis          |          |          |          |          |          |          |          |          |          |          |          |          |          |          |          |
| Lusmairyn Figuera    |          |          |          |          |          |          |          |          |          |          |          |          |          |          |          |
| José Andrés Vivas    |          |          |          |          |          |          |          |          |          |          |          |          |          |          |          |
| Andreína Nedjme      |          |          |          |          |          |          |          |          |          |          |          |          |          |          |          |
| Anthony Texeira      |          |          |          |          |          |          |          |          |          |          |          |          |          |          |          |
| Bárbara Sánchez      |          |          |          |          |          |          |          |          |          |          |          |          |          |          |          |
| Rafael Oropeza       |          |          |          |          |          |          |          |          |          |          |          |          |          |          |          |
| Andrés Field         |          |          |          |          |          |          |          |          |          |          |          |          |          |          |          |

## Secciones
- En la Vitrina Invitados curioso, desde la perspectiva más actual.
- Nota Curiosa Lo insólito noticioso.
- La pinta Mostrar la ropa que usan los rumberos, la pinta más reciente.
- En tus zapatos
- Rumba Íntima
- Rumba Pública Escoger la fiesta de la semana, acontecimiento de masas. Hacerle seguimiento antes y después.
- Es Moda
- Secretos de Vitrina
- Moldea tu cuerpo
- De novela Comentarios sobre las novelas en pantalla del canal.
- Estreno De la pantalla chica, del cine, del teatro, del espectáculo.
- Un poquito de cultura Cartelera del entretenimiento cultural: teatro, cine, libros, espectáculos.
- Agenda Vitrina
- Transformación
- Cuchara, cuchillo y tenedor Secretos y trucos culinarios pertenecientes venezolanos y de otros países del mundo, y hasta dulce y salado.
- El menjunje
- Futuros Famosos
- Y como resuelvo
- Sin tabú
- Pasó anoche La noticia caliente de lo que sucedió anoche, en cualquier escenario del entretenimiento citadino.
- En línea Interacción con el público del programa.
- El closet
- Se dice qué… El acontecimiento social que todo el mundo comenta. El que está de moda.
- Sorprendidos Veremos gente famosa mientras se divierte sorprendidos in fraganti, pero no como chisme.
- Rebotados Enseñar a la gente común cómo ser admitidos sin problemas en los lugares de moda. Estilo Cenicienta.
- Talento Vitrinas En busca de nuevos animadores del programa.

## Premios
- Nominado Al Premio Inter 2012 como Mejor programa de Variedades